# Buffoniststriden
Buffoniststriden (franska: Querelle des Bouffons) var en debatt mellan åren 1752 och 1754 gällande operamusiken i Paris. Operan La serva padrona stod i centrum för diskussionen som hölls mellan förespråkare för den franska operan (de så kallade coin du Roi, "kungens hörn") och förespråkare för den italienska operan (coin de la Reine, "drottningens hörn"). Orsaken till debatten var kortfattat att den franska operan (la musique ancienn) börjat spelats allt mindre i relation till den italienska (opera buffa) under mitten av 1700-talet och när en italiensk grupp kallad Bouffons (varav namnet på debatten) fick olagligt företräde på ett av operahusen i Paris, så var det droppen för många. Centrala debattörer var bland flera Jean-Jacques Rousseau och Jean-Philippe Rameau. Debatten tonade ner två år senare när gruppen Bouffons skickats hem igen, men musiksituationen i Frankrike var för alltid förändrad. 